# Нашихви
Нашихви (груз. ნაშიხვი) — село в Грузии, на территории Местийского муниципалитета края (мхаре) Самегрело-Верхняя Сванетия.

## География
Село находится в северо-западной части Грузии, на правом берегу реки Ингури, на расстоянии приблизительно 51 километра (по прямой) к юго-западу от посёлка городского типа Местиа, административного центра муниципалитета.

## Население
По результатам официальной переписи населения 2014 года в Нашихви проживало 12 человек (3 мужчины и 9 женщин). В национальной структуре населения грузины составляли 100 %.